# 203 TCN
Năm 203 TCN là một năm trong lịch Julius. 